# Giovanni Ier Corner
Pour les articles homonymes, voir Cornaro et Giovanni Cornaro.
Giovanni Ier Corner (parfois italianisé en Cornaro) (né le 11 novembre 1551 à Venise – mort dans la même ville le 23 décembre 1629) est un homme politique italien du XVIIe siècle, qui est le 96e doge de Venise. Élu le 4 janvier 1625 pour succéder à Francesco Contarini, son dogat dure jusqu'en 1629.

## Famille
Les Corner appartiennent aux familles les plus anciennes, les plus riches et les plus influentes de la ville. Ils ont fait fortune essentiellement dans le prêt d'argent. Quatre membres de cette famille deviennent doge. Caterina Corner a également été reine de Chypre entre 1474 et 1489.

## Biographie
Giovanni Corner est le fils de Marcantonio et de Cecilia Giustinian. Avant de devenir doge, il avait eu une carrière médiocre, sans éclat, ce qui né démontre pas de vraie valeur ou capacité pour cette charge.
Il est podestat de la partie continentale, surintendant, et devient (grâce à un versement d'argent) procurateur, mais, selon certains chroniqueurs, il doit plus ces postes à l'importance de son nom qu'à ses qualités personnelles.
Par contre, malgré ses faibles capacités, il est richissime, et lié, de longue tradition, à l'Eglise.
Il épouse Chiara Delfin qui vient également d'une famille de doges. Ils ont six filles et six fils. Il donne à ses fils des postes lucratifs et influents.
Giovanni Corner, heureux de sa position et de la réussite de ses enfants, ne pense de toute façon pas, à la mort de son prédécesseur, Francesco Contarini, être candidat au dogat et n'aspire qu'à poursuivre ses affaires et vivre tranquillement ses dernières années, mais le destin lui réserve un avenir bien différent.

### Le dogat
Après de violents affrontements entre les vieilles et les nouvelles familles (case vecchie et case nove), il est élu doge à l'unanimité au quarante-deuxième tour de scrutin le 4 janvier 1625.
Après son élection, ses fils Alvise et Francesco qui est marié à la fille de l'ancien doge Antonio Priuli conservent leurs fonctions de sénateurs, ce qui n'est pas autorisés par les lois vénitiennes. Son fils Federico devient, après l'intervention de son père auprès du Vatican avec qui les Cornero entretiennent traditionnellement de bonnes relations, évêque de Vicence et cardinal. Le quatrième fils, Marcantonio, est prêtre de San Marco. Le plus jeune, Giorgio, se singularise par son énergie à contourner les lois commerciales de la Sérénissime. Enfin, l'un de ses cousins devient conseiller du Doge.
En 1627, l'accumulation des fonctions au sein de la famille est critiquée par Renier Zen, un membre du Conseil des Dix. Zen, qui a déjà découvert les pratiques illégales d'Antonio Priuli, menace d'amener le doge devant le tribunal et réclame l'institution d'une commission. Les Cornero recourent alors à la force et à des moyens illégaux pour le vaincre: le 30 décembre 1627, Zen est gravement blessé dans le palais du doge par Giorgio Corner  et deux de ses serviteurs. Giorgio fuit hors de la ville et est banni de la ville; ses biens immobiliers sont saisis. Zen commence alors à tenir des discours critiques et à accuser ses ennemis publiquement. Le 23 juillet 1628, Corner  interrompt l'un de ces discours et provoque des émeutes dans toute la ville en tentant, avec l'appui de ses alliés, de faire exiler Renier Zen. Le 17 septembre 1629, le tribunal de la Quarantina General suspend la condamnation contre Zen. Le parti du doge subit alors une sévère défaite et le doge propose sa démission, qui est refusée.
Une nouvelle guerre se dessine dans le Montferrat alors qu'il n'est plus en mesure de gouverner.
Giovanni Corner meurt quelques mois plus tard, le 23 décembre 1629, et est enterré dans la chapelle familiale de l'église San Nicolò da Tolentino.